# 反転距離
反転幾何学において反転距離（はんてんきょり、英: inversive distance）は、2つの円の「距離」を測る方法の一つ。円が交差しているか否かにかかわらず定義することができる。

## 性質
2円の反転距離は、反転あるいはメビウス変換において不変である。2円の組2つが、メビウス変換によって互いに変換できることと、反転距離が等しいことは同値である。
ユークリッド距離におけるベックマン-クァールズの定理は、反転距離においても成立する。すなわち、反転平面上の円の集合の全単射において、任意の2円の反転距離 δ が保存されるならば、その全単射はメビウス変換でなければならない。

## 公式
ユークリッド平面上において半径をそれぞれ r, R、中心間の距離を d とする2つの円を取る。反転距離は次の式で定義される。
{\displaystyle I={\frac {d^{2}-r^{2}-R^{2}}{2rR}}}
次の性質を導くことができる。
- 交差していない2円の反転距離は1より大きい。
- 反転距離が1となる必要十分条件は、2円が外接（英語版）することである。
- 2円が交わるときその反転距離の絶対値は1より小さい。
  - 反転距離が0であることと、2円が直交することは同値。
- 反転距離が−1となる必要十分条件は、2円が内接することである。
- 一方の円がもう一方の円を内包しているとき、反転距離は−1より小さい。

この値の絶対値を反転距離とする場合もある。
また、代わりにこのように定義された反転距離 I の逆双曲余弦を使用する者もいる。
{\displaystyle \delta =\operatorname {arcosh} (I)}
あるいは、
{\displaystyle \delta =\operatorname {arcosh} |I|}
逆双曲余弦によって反転距離を定義する方法はより複雑であり、また交差する円に対して適用できなくなるが、直線上の点ように、円束において加法性を追加できるという利点がある。3円が同じ束に属しているならば、1つの円に対する他の2円の δ の和は、2円の δ に等しい。
中心を共有する2円の反転距離
{\displaystyle \delta =\operatorname {arcosh} |I|}
は、それぞれの半径を R, r  (R > r) として、
{\displaystyle \ln {\frac {R}{r}}}
に等しい。

## 別の幾何学
球面や双曲平面上の反転距離を定義することができる。

## 応用

### シュタイナーの円鎖
シュタイナーの円鎖は、交わらないある2円に接する、かつ隣の2円に相接する有限の円の集合である。複数回巻きの円鎖を定義することも可能で、分子が円の個数を表し、分母が巻き数を表す有理数 p によって特徴付けることができる。同じ2円に対するシュタイナーの円鎖の p は一定である。2円の（逆双曲余弦関数を通じた）反転距離を δ とすると、次の式が成立する。
{\displaystyle p={\frac {\pi }{\sin ^{-1}\tanh(\delta /2)}}={\frac {\pi }{\operatorname {gd} (\delta /2)}}}
逆に、p が有理数となる交差しない任意の2円について、適切にシュタイナーの円鎖を構成できる。より一般に、任意の交差しない円の組 x について、有理近似した p を持つシュタイナー円鎖の存在を保証する円の組によって、x を近似することができる。

### サークルパッキング
反転距離はサークルパッキングの拡張に使用される。集合内の円がそれぞれ一定の反転距離を持つようにサークルパッキングを定めることができる。これは互いに外接する場合、つまり反転距離 I = 1 の場合であるサークルパッキング定理の一般化となっている。メビウス変換における違いを除き、maximal な平面的グラフに対して、反転距離が一定であるサークルパッキングが存在するならば、それを一意に決定することができる。この剛性は、頂点に不足角を持つ三角化された多様体上のユークリッド計量あるいは双曲計量に広く一般化できる。しかし球面幾何学の多様体においてパッキングは一意とはならない。このパッキングは等角写像の近似の構築に利用されている。